# Davtashen (Aragatsotn)
Davtashen (in armeno Դավթաշեն?, chiamato anche Davdashen; fino al 1950 Aynali e Aylanlu) è un comune dell'Armenia di 752 abitanti (2001) della provincia di Aragatsotn.